# Сфагнум Гіргенсона
Сфагнум Гіргенсона (Sphagnum girgensohnii) — вид мохів порядку торфовикальних (Sphagnales).

## Опис
Вид, залежно від середовища проживання, рідко має темно-зелений, але зазвичай сіро-зелений або зелено-коричневий колір. Рослини досить міцні, в сухому стані не мають металевого блиску. «Кінцеві бруньки» у верхній частині стебла, також відомі як головки, мають чітку форму зірки у п'ятикутній формі та сплощені на кінчику. Рослини утворюють нещільні та великі килимки. Самі стебла мають блідо-зелений або жовто-коричневий колір. Прямовисні стеблові листки від язикоподібної до лопаткоподібної форми сидять на стеблах, краї листків яких бахромчасті та зрізані на широкому, обрізаному кінчику. Дугасті гілки також прикріплюються до стовбурів кільцевими пучками з 2–3 стирчать і 1–2 повислими гілками. Листки гілок мають форму від яйцюватої до яйцеподібно-ланцетної, верхівка листа сильно закручена. Листки розташовані внахлест, як черепиця.

## Поширення. Екологія
Батьківщиною є Європа, Північна Америка, Азія.
Це тіньовитривалий вид, і зустрічається в різних місцях проживання. Часто трапляється у вологих пониженнях на болотах, на вологих ґрунтах у лісах або на чагарникових пустощах, а також на окрайцях торфовищ. Це в основному субальпійський вид, який, тим не менш, може зустрічатися в низинах, зростаючи від рівня моря до значно вище лінії дерев (2200 м над рівнем моря).